# Cephalosphaera biscaynei
Cephalosphaera biscaynei är en tvåvingeart som först beskrevs av Cresson 1912.  Cephalosphaera biscaynei ingår i släktet Cephalosphaera och familjen ögonflugor. Inga underarter finns listade i Catalogue of Life.